# Occità meridional
L'occità meridional, també anomenat sud-occità o occità mitjà, és un conjunt supradialectal de l'occità, que agrupa el llenguadocià i el provençal. La seva àrea s'estén des de la Garona, a l'oest, fins al departament dels Alps Marítims.
L'occità meridional es distingeix dels altres dos grans dialectes occitans per les següents característiques:
- Respecte el gascó, per la conservació de la f llatina a principi de mot (que passa a h en gascó).
- Respecte el nord-occità, per la conservació del ca i del ga llatins (que es palatalitzen en cha i en ja en nord-occità).